# Стршибрна-Скалице
Стршибрна-Скалице — деревня в районе Прага-восток Среднечешского края, в холмистой местности недалеко от реки Сазава. Она расположена примерно в девятнадцати километрах к юго-востоку от города Ржичани. Здесь проживает около 1600 жителей. Самая высокая точка деревни – гора Скалка (516 метров).

## В культуре
Видеоигры
Kingdom Come: Deliverance и Kingdom Come: Deliverance II
Является родиной главного героя Индржеха из Скалицы. Радциг Кобыла являлся надзирателем за добычей серебра в Скалице (как и в реальной жизни), но был вынужден бежать после нападения армией Сигизмунда Люксембургского.